# Paccharaju
Paccharaju (posiblemente del Quechua Ancashino: paqtsa = cascada; rahu = Nevado en forma de cascada) es una montaña de 5,744 m (18,845 pies) de elevación ubicada en la Cordillera Blanca en los Andes de Perú.
Cuenta con otras cuatro cumbres subsidiarias:
- Rocotuyo (5749 m)[8]
- Paccharaju Norte I (5665 m)[2]
- Paccharaju Norte II (5600 m)[9]
- Bayoraju (5460 m)[8]

Se ubica entre las provincias de Asunción y Carhuaz, en Áncash; al suroeste del nevado Tarush Kancha, dentro del parque nacional Huascarán.

## Ascensiones históricas

### Primera Expedición
Estados Unidos: el 4 de julio de 1962, los estadounidenses Don Anderson, Larry Carter, Jim Richardson, H. Adams Carter, Peter Carter, Richard Goody, John S. Humphreys, Harry Mcdade y Chuck Staples ascendieron a la cumbre por las rampas en la arista suroeste.